# Cyclohexanonoxim
Cyclohexanonoxim ist eine cyclische chemische Verbindung, die zu den Oximen zählt. 

## Gewinnung und Darstellung
Cyclohexanonoxim kann aus Cyclohexanon und Hydroxylamin gewonnen werden.

## Eigenschaften
Die Verbindung ist thermisch instabil. Eine DSC-Messung zeigt ab 126 °C eine stark exotherme Zersetzung mit einer Wärmetönung von −2205 J·g−1 bzw. −250 kJ·mol−1.

## Verwendung
Diese Verbindung ist eines der wenigen technisch wichtigen Oxime. Es ist ein wichtiges Zwischenprodukt bei der Herstellung von ε-Caprolactam. Die Umsetzung zu  ε-Caprolactam erfolgt durch Beckmann-Umlagerung mit Hilfe von konzentrierter Schwefelsäure. Aus diesem wird dann durch Polymerisation Nylon (Polyamid 6, auch Perlon genannt) gewonnen.